# Inkoopactie
Bij een inkoopactie, groepsaankoop of samenaankoop verenigt een groep consumenten zich om bij de leverancier van een product korting te kunnen verkrijgen door een grote afname in één keer. Veelal worden speciale websites gebruikt om geïnteresseerden te verenigen.
De organisator van de inkoopactie onderhoudt het contact met de leverancier, ontvangt de betalingen, plaatst de bestelling, en zorgt voor de verzending van de producten naar de deelnemers.
Een inkoopactie kan gunstig zijn voor alle betrokkenen: de deelnemers betalen minder dan via reguliere detailhandelskanalen, de organisator kan geld verdienen door een percentage in te houden, en de leverancier behaalt zonder veel moeite een hogere omzet. Een groepsaankoop kan in principe voor elk consumentenproduct georganiseerd worden. In de praktijk blijken groepsaankopen vooral populair voor energiebronnen zoals elektriciteit, gas of houtpellets, maar ook bijvoorbeeld zonnepanelen, elektrische fietsen of waterverzachters.
In China bestaat een soortgelijk internetverschijnsel onder de naam Tuangou, zij het dat de consumenten daar samen naar de winkel gaan om ter plekke korting te bedingen.

## Geschiedenis
De inkoopacties werden voornamelijk mogelijk gemaakt door de vereniging van consumenten via internet. Voor zover bekend werden de eerste grote inkoopacties in Nederland en België gehouden op de fora van Tweakers.net. De beheerders van die site besloten eind maart 2003 om deze acties niet langer toe te laten op het forum. Verschillende initiatieven zijn daarna ontplooid door andere partijen.

## Verloop
Het idee achter de groepsaankoop berucht op de kracht van de groep. Veel leveranciers zijn bereid om een grote groep consumenten een voordeligere prijs aan te bieden.
Een groepsaankoop is in het beste geval een win-win-win situatie: de leverancier wint in één keer een grote hoeveelheid klanten, de klanten kunnen besparen en de organisator van de groepsaankoop ontvangt van de leverancier een klein bedrag voor elke gewonnen klant.
Een groepsaankoop werkt als volgt:
1. De initiatiefnemer roept het publiek op zich in te schrijven
2. De consument schrijft zich al dan niet in
3. De organisator organiseert een veiling bij verschillende leveranciers of producenten om een zo scherp mogelijke prijs te bekomen
4. De geïnteresseerden krijgen een persoonlijk aanbod opgestuurd dat ze al dan niet aanvaarden
5. De producent of leverancier ontvangt de klantgegevens en regelt de overstap